# Honoré Pontois
Pour les articles homonymes, voir Pontois.
Honoré Pontois est un magistrat et homme politique français né le 27 juillet 1837 à Thouars (Deux-Sèvres) et décédé le 5 août 1902 à Beyrie-en-Béarn (Pyrénées-Atlantiques).
Rédacteur au ministère de la Justice de 1859 à 1868, il est juge à Annecy de 1868 à 1873, puis à Alger de 1873 à 1881. Après un bref passage comme conseiller à la cour d'Appel de Bourges, il est président du tribunal de Tunis de 1883 à 1886 puis premier président de la cour d'Appel de Nîmes de 1886 à 1889. Il est député boulangiste des Deux-Sèvres de 1889 à 1893.

## Pour approfondir